# Измир Ататюрк
Измир Ататюрк (тур. İzmir Atatürk Stadyumu) — многоцелевой стадион в Измире, Турция. В настоящее время используется в основном для футбольных матчей. Вмещает 51 295 человек. Он был построен в 1964 году, и совсем недавно отремонтирован в 2005 году. На стадионе проводит свои домашние матчи футбольный клуб «Каршияка». На стадионе проходили Средиземноморские игры 1971 и Летняя Универсиада 2005. Стадион также принимал финал Кубка Турции по футболу в 2009, в котором «Бешикташ» победил «Фенербахче» со счетом 4-2 и стал восьмикратным обладателем кубка.
Стадион назван в честь основателя Турецкой Республики — Мустафы Кемаля Ататюрка.